# Kylie Palmer
Kylie Jayne Palmer (Brisbane, 25 febbraio 1990) è un'ex nuotatrice australiana.

## Palmarès
- Olimpiadi

Pechino 2008: oro nella 4x200m sl.
Londra 2012: argento nella 4x200m sl.
- Mondiali

Shanghai 2011: argento nei 200m sl e nella 4x200m sl.
Barcellona 2013: argento nella 4x200m sl.
- Mondiali in vasca corta

Manchester 2008: oro nei 200m sl e nei 400m sl, argento negli 800m sl e bronzo nella 4x200m sl.
Dubai 2010: argento nei 400m sl e nella 4x200m sl e bronzo nei 200m sl.
Doha 2014: bronzo nella 4x200m sl.
- Giochi PanPacifici

Irvine 2010: argento nella 4x200m sl.
- Giochi del Commonwealth

Delhi 2010: oro nei 200m sl e nella 4x200m sl e argento nei 400m sl.